# Gus Dudgeon
Angus Boyd „Gus“ Dudgeon (* 30. September 1942 in Woking, Surrey; † 21. Juli 2002 in Berkshire) war ein britischer Musikproduzent, der insbesondere durch die Zusammenarbeit mit dem britischen Künstler Elton John Bekanntheit erreichte. Dudgeon starb im Alter von 59 Jahren bei einem Verkehrsunfall auf dem M4 motorway. 

## Beginn seiner Laufbahn
In den frühen 1960er Jahren nahm Dudgeon in den Olympic Studios in London, damals eine der ersten Adressen in England, wenn es um Musikaufnahmen ging, eine Beschäftigung als Teeservierer an. Ohne musikalische oder technische Ausbildung gelang es ihm dennoch, sich in nur kurzer Zeit zum Toningenieur hochzuarbeiten.
Nach seinem Wechsel in die Studios von Decca in West Hampstead (London) übernahm er die Aufgaben eines Toningenieurs und arbeitete mit Künstlern, die dort unter Vertrag standen oder darauf hofften. Er verlegte für die Musikaufnahmen Kabel, schloss die Geräte an und positionierte die Mikrofone, alles, um den Produzenten der Aufnahme zu unterstützen. Diese Erfahrungen sollten für Dudgeon die Grundlage seiner späteren Musikproduktionen sein.
In Ausübung dieser Tätigkeit kam er mit Künstlern wie The Artwoods, Bruce Channel, Davy Graham und Shirley Collins zusammen. Frühe Erfolge waren für ihn 1964 The Zombies mit der Single She’s Not There oder 1966 John Mayalls Album Blues Breakers with Eric Clapton. Schon bei den ersten Probeaufnahmen von Tom Jones und den Rolling Stones war er im Studio mit dabei. 1967 wurde er zum Koproduzenten von Ten Years Afters Debütalbum. In diese Zeit fielen auch seine Produktionen von der Bonzo Dog Band und deren beiden Alben The Doughnut in Granny’s Greenhouse sowie Tadpoles.
1969 wurde er zum Produzenten von Rainmaker, dem ersten Album von Michael Chapman, im folgenden Jahr von dessen zweitem Album Fully Qualified Survivor sowie 1971 seinem dritten Wrecked Again. Jedes dieser Alben von Michael Chapman beinhaltete Geigenarrangements von Paul Buckmaster. Weitere Arbeiten von Dudgeon waren zwei erfolgreiche Alben für Elkie Brooks: Pearls und Pearls II. Ein erster Meilenstein wurde für ihn 1969 die Produktion von David Bowies Hitsingle Space Oddity.

## Die Zusammenarbeit mit Elton John
Nachdem Dudgeon Decca verlassen hatte, gründete er seine eigene Firma. Dick James, der Verleger von Elton John, wollte dessen zweites Album Elton John mit Orchestrierungen von Paul Buckmaster versehen. Dieser schlug als Produzenten Dudgeon vor. Damit begann 1970 dessen Kooperation mit Elton John. Das erste Lied, das sie gemeinsam bearbeiteten, war Your Song. Dudgeon perfektionierte die einfache Klaviermelodie, Paul Buckmaster ergänzte das Orchesterarrangement. Der Titel wurde Johns erster großer Hit. Daraufhin wurde Dudgeon der Produzent aller folgenden Alben von Elton John bis 1976. 
1973 gründeten Dudgeon und John gemeinsam mit Bernie Taupin und Steve Brown The Rocket Record Company. Nach Ende der Kooperation von Elton John mit seinem damaligen Verleger Dick James, sollte diese Firma die Rechte an allen neuen Liedern von Elton John und Bernie Taupin innehaben und vermarkten.
Mit dem Album Blue Moves endete die Zusammenarbeit zwischen Dudgeon und Elton John, ohne dass es dafür einen besonderen Grund gegeben hätte. Erst 1985 fanden beide für drei weitere Alben zusammen. Die Aufnahme des letzten Konzerts der Australientournee 1986 mit dem Melbourne Symphony Orchestra wurde das letzte gemeinsame Album von Dudgeon und Elton John.
Für die Neuveröffentlichung als CD mischte Dudgeon 1995 eine Reihe von Elton Johns Alben neu.

## Andere Arbeiten
1972 produzierte Dudgeon das Debütalbum Whatever’s for Us von Joan Armatrading, das von Armatrading und Pam Nestor geschrieben wurde. Er produzierte auch zwei Singles für das Songwriterteam, Lonely Lady und Together in Words and Music. Beide Titel wurden später auf der neu abgemischten CD-Ausgabe von Whatever’s for Us 2001 hinzugefügt. Joan Armatrading widmete ihr Album Lovers Speak (2003) Dudgeon und seiner Frau Sheila.
1975 produzierte er Kiki Dee und deren Version von (You Don’t Know) How Glad I Am, ein Lied, das die Jazzsängerin Nancy Wilson 1964 bekannt gemacht hatte. 
Im Laufe der Jahre arbeitete Dudgeon mit einer Reihe von Künstlern zusammen, einschließlich Audience, Chris Rea, Ralph McTell, Gilbert O’Sullivan, Lindisfarne, Elkie Brooks, Fairport Convention, Sam Gopal Dream, The Sinceros, The Beach Boys, Mary Wilson, Solution, Voyager, Steeleye Span, XTC, Menswear, The Frank and Walters und Slinki Malinki. 1989 produzierte Dudgeon das Debütalbum von Thomas Anders (Ex-Modern Talking).  
Ende 1976 kaufte er in Cookham (England) eine verlassene Wassermühle, die er in ein modernes Aufnahmestudio umbaute. Es wurde meist einfach nur The Mill genannt, manchmal auch als Sol Studios bezeichnet. Ursprünglich war es dafür gedacht gewesen, Elton Johns Alben für quadrophone Wiedergabe abzumischen, allerdings wurde dieses Vorhaben niemals realisiert.
Das Guinness-Buch der Rekorde benennt Dudgeon als die erste Person, die das Sampling in der Musikbearbeitung benutzte. Seine Produktion von John Kongos’ Hit He’s Gonna Step on You Again (1971) verwendete eine Bandschleife von afrikanischen Buschtrommeln. 

## Tod
Am 21. Juli 2002 starben Dudgeon und seine Frau Sheila bei einem Verkehrsunfall. Sie waren mit ihrem Jaguar XK8 Cabriolet auf dem M4 unterwegs, als das Auto zwischen Reading und Maidenhead von der Straße abkam.
Elton John trat am 1. Dezember 2002 im Royal Opera House in London auf. Er hatte Dudgeon darum gebeten, das Konzert für ein neues CD-Projekt aufzunehmen. Den an diesem Abend präsentierten Titel Your Song widmete er Gus und Sheila Dudgeon (ebenso, wie das 2004 erschienene Album Peachtree Road) mit den Worten: I wouldn’t be here if it wasn’t for Gus’s ability as a producer and an editor … and a friend (deutsch Ich wäre nicht hier, wenn es nicht Gus’ Fähigkeiten als Produzent und Herausgeber gegeben hätte … und als Freund).